# AS CFR Brasov
El CFR Brasov es un equipo de fútbol de Rumania que juega en la Liga IV, la cuarta división de fútbol en el país.

## Historia
Fue fundado en el año 1921 en la ciudad de Brasov con el nombre ACFR Brasov por empleados de la compañía ferroviaria de la ciudad y fue uno de los equipos que participó en la primera edición de la Copa de Rumania en 1933/34 en donde fue eliminado en la primera ronda por el UD Resita.
En la temporada 1937/38 juegan por primera vez en la Liga I, temporada en la que descendieron tras quedar en noveno lugar del grupo 2, y desde entonces han pasado principalmente en las divisiones regionales de Rumania.